# جاناتان پارپیکس
جاناتان پارپیکس (انگلیسی: Jonathan Parpeix؛ زادهٔ ۴ مارس ۱۹۹۰) بازیکن فوتبال اهل فرانسه است.
از باشگاه‌هایی که در آن بازی کرده‌است می‌توان به باشگاه فوتبال آپولون اسمیرنیس و باشگاه فوتبال نیم المپیک اشاره کرد.